# Strongylodesmus conspicuus
Strongylodesmus conspicuus är en mångfotingart som beskrevs av Ottis Robert Causey 1973. Strongylodesmus conspicuus ingår i släktet Strongylodesmus och familjen Rhachodesmidae. Inga underarter finns listade i Catalogue of Life.